# Austrian Traded Index

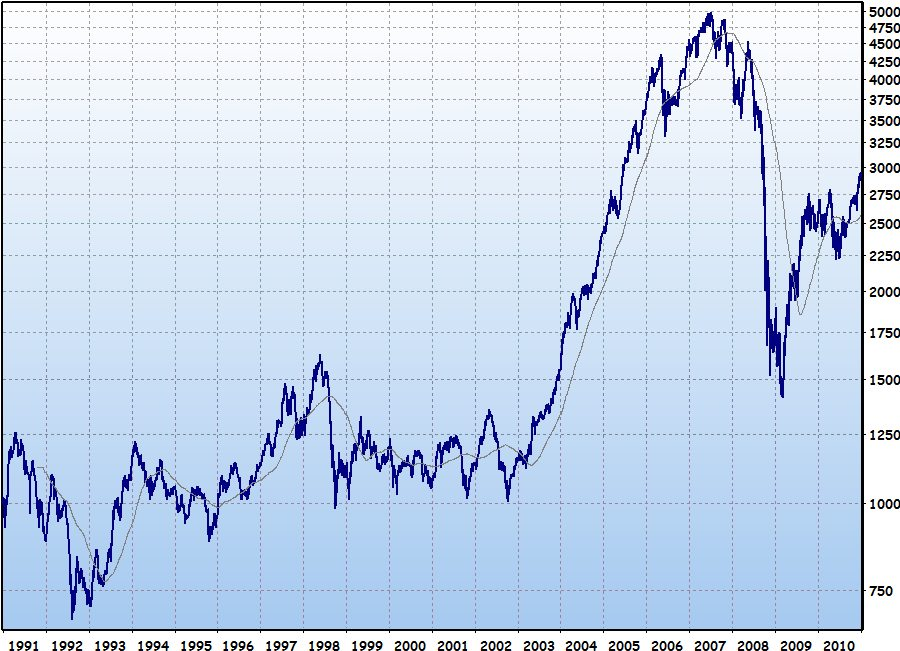
ATX w latach 1985–2012

Austrian Traded Index (ATX) – najważniejszy indeks giełdowy Wiedeńskiej Giełdy Papierów Wartościowych (Wiener Börse). ATX, tak jak większość indeksów europejskich, jest indeksem cenowym.
ATX jest na bieżąco obliczany i publikowany we wszystkie dni działania giełdy. Indeks jest obliczany na podstawie kursów akcji 21 największych spółek giełdowych. Udział poszczególnych akcji zmienia się zależnie od kapitalizacji danego przedsiębiorstwa. Indeks ATX służy również jako baza dla instrumentów futures i dla opcji.
Indeks ATX wystartował 2 stycznia 1991 roku na poziomie 1000 punktów. Po wielu zmianach w 2005 roku kurs przekroczył poziom 3000 punktów. Na początku 2006 roku kurs wynosi około 3800 punktów.
Ważnymi spółkami zaliczanymi do indeksu ATX są: Erste Bank, OMV i Telekom Austria, które stanowią ok. 50% wartości indeksu.

## Największe debiuty giełdowe
1. 2005: Raiffeisen International, 1113,8 mln €
2. 2000: Telekom Austria, 1008 mln €
3. 2003: Bank Austria Creditanstalt, 957,9 mln €
4. 1997: Austria Tabak(inne języki), 399,6 mln €
5. 2000: Head, 270,6 mln €